# Rainschusterbach
Der Rainschusterbach ist ein gut 0,6 Kilometer langer linker Nebenfluss des Liebochbaches in der Steiermark. Er entspringt südöstlich des Hauptortes von Stiwoll und fließt nach Südwesten, ehe er südwestlich des Ortes in der Nähe der L 336 in den Liebochbach mündet.